# Осейдж (окръг, Мисури)
Окръг Осейдж (на английски: Osage County) е окръг в щата Мисури, Съединени американски щати. Площта му е 1588 km², а населението - 13 062 души (2000). Административен център е град Лин.